# Toso
Toso is een bestuurslaag in het regentschap Batang van de provincie Midden-Java, Indonesië. Toso telt 4772 inwoners (volkstelling 2010).